# Franz Pehr Oldenburg
Franz Pehr Oldenburg (* 1740; † 1774 auf Madagaskar) war ein schwedischer Pflanzensammler.

## Leben und Wirken
Franz Pehr Oldenburg trat als schwedischer Soldat in den Dienst der Dänischen Ostindien-Kompanie.
Er begleitete Francis Masson auf dessen erster Reise vom 10. Dezember 1772 bis Januar 1773 am Kap der Guten Hoffnung und nahm gemeinsam mit Carl Peter Thunberg auch an der zweiten Reise von Francis Masson teil, die bis Port Elizabeth führte. 1774 ging Oldenburg auf Empfehlung Thunbergs nach Madagaskar um Pflanzen zu sammeln. Er starb dort im selben Jahr an einem bösartigen Fieber.

## Ehrentaxon
Christian Friedrich Lessing benannte ihm zu Ehren die Gattung Oldenburgia Less. der Pflanzenfamilie der Korbblütler (Asteraceae).